# واپسین کوچ
واپسین کوچ یک مجموعه تلویزیونی محصول سیمای مرکز اردبیل در سال ۱۳۸۴ به کارگردانی، نویسندگی و تهیه‌کنندگی غلامرضا صیامی‌زاده می‌باشد که از شبکه دو پخش شد.
اکبر و احسان پسران نوروزبیگ هستند. اکبر پسر بزرگ خانواده است که بدون اجازه به شهر رفته و نامزدش مارال که دختر حاج احمد است را بلاتکلیف گذاشته است. اکبر در شهر از ناحیه دست مجروح شده است و بعد از ۹ ماه به ایل خود بازگشته و …

## بازیگران
- زهره حمیدی در نقش خورشید
- بهمن دان
- امید آهنگر
- حسین خانی‌بیک
- حوری امیری
- رامبد شکرابی در نقش اکبر
- فرحناز منافی ظاهر
- امید آهنگر در نقش احسان